# Srbice (okres Teplice)
Srbice jsou obec v okrese Teplice v Ústeckém kraji. Žije v ní 492 obyvatel.

## Historie
První písemná zmínka o vesnici pochází z roku 1542.

## Obyvatelstvo
| Rok            | 1869 | 1880 | 1890 | 1900 | 1910 | 1921 | 1930 | 1950 | 1961 | 1970 | 1980 | 1991 | 2001 | 2011 | 2021 |
| -------------- | ---- | ---- | ---- | ---- | ---- | ---- | ---- | ---- | ---- | ---- | ---- | ---- | ---- | ---- | ---- |
| Počet obyvatel | 237  | 426  | 533  | 508  | 621  | 512  | 735  | 386  | 392  | 363  | 351  | 265  | 243  | 243  | 458  |
| Počet domů     | 25   | 31   | 40   | 34   | 35   | 36   | 69   | 80   | 67   | 67   | 67   | 68   | 67   | 87   | 137  |

## Části obce
Obec se nečlení na evidenční části, ale jen na dvě základní sídelní jednotky, jejichž zástavby jsou od sebe vzdáleny asi jeden kilometr.
- Staré Srbice (ZSJ Staré Srbice) – část obce ležící u Modlanského rybníka
- Nové Srbice (ZSJ Srbice) – část obce ležící u silnice E442

## Pamětihodnosti
- Nové Srbice: kaple svatého Filipa a Jakuba[7] z roku 1908. Mohutná kaple s hodinami na věži a zvonem ve věžičce stojí na návsi.
- Staré Srbice: novogotická kaple Panny Marie z doby před rokem 1900[8]

Obě kaple jsou velmi podobného provedení.